# Kęstutis Marčiulionis
Kęstutis Marčiulionis (Kaunas, 24 de março de 1976) é um ex-basquetebolista profissional lituano que atualmente está aposentado. Atuava como Armador e fez parte da Seleção Lituana de Basquetebol que conquistou a Medalha de Bronze nos Jogos Olímpicos de Verão de 2000.
É primo do ex-jogador de basquete Šarūnas Marčiulionis, que militou nas seleções da da antiga União Soviética, da Lituânia e que jogou na NBA.